# Почтарёв, Виктор Иванович
Виктор Иванович Почтарёв (18 сентября 1914, Петроград — 23 января 1998, Санкт-Петербург) — доктор физико-математических наук, профессор, директор Ленинградского отделения Института земного магнетизма, ионосферы и распределения радиоволн АН СССР. Заслуженный деятель науки РФ (1998).

## Биография
Родился 18 сентября 1914 году в Петрограде. Сын крестьянина дер. Порожки Боровичского уезда Новгородской губернии Ивана Никифоровича Почтарёва и его жены, феллинской мещанки Софьи Павловны (урождённой Цветковой). 
После обучения в ФЗУ работал слесарем на Ленинградском станкостроительном заводе им. Я. М. Свердлова. В 1931 году поступил в Ленинградский государственный университет. Участвовал в экспедициях по определению элементов магнитного поля Земли.
Участник Великой Отечественной войны с 1941 года: командир взвода, командир дивизиона 1804 ОЗАП МЗА, капитан.
С 1956 года директор Ленинградского отделения Института земного магнетизма, ионосферы и распределения радиоволн АН СССР. На 1998 год — главный научный сотрудник Санкт-Петербургского филиала Института земного магнетизма, ионосферы и распространения радиоволн РАН.
Доктор физико-математических наук, тема диссертации «Магнитное поле Земли в связи с другими геофизическими явлениями и геологическим строением земной коры» (1964).
Умер 23 января 1998 года. Похоронен на Северном кладбище в городе Санкт-Петербург.

## Награды и звания
- Орден Отечественной войны II степени (1985);
- Орден Красной Звезды;
- Орден «Знак Почёта»;
- Медаль «За оборону Ленинграда»;
- Медаль «За победу над Германией в Великой Отечественной войне 1941—1945 гг.»;
- Медаль «3а доблестный труд в Великой Отечественной войне 1941—1945 гг.»;
- Заслуженный деятель науки РФ (31.05.1998)[3] .

## Сочинения
- Земля — большой магнит. — Ленинград: Гидрометеоиздат, 1958. — 87 с.: ил.; 22 см.
- Земля — большой магнит. — [3-е изд., испр. и доп.]. — Ленинград: Гидрометеоиздат, 1974. — 159 с.: ил., карт.; 20 см.
- Магнетизм Земли и космического пространства. — [Москва]: [Наука], [1966]. — 144 с., 1 л. карт.: ил.; 20 см. — (Научно-популярная серия/ АН СССР).
- Нормальное магнитное поле Земли / В. И. Почтарёв. — М.: Наука, 1984. — 232 с.: ил., карт., 1 отд. л. схем.; 22 см;
- Тайна намагниченной Земли: [Для сред. и ст. шк. возраста] / В. И. Почтарёв, Б. З. Михлин. — М.: Педагогика, 1986. — 111 с.: ил.; 17 см. — (Б-чка Дет. энцикл. ДЭ «Учёные — школьнику». Редкол.: И. В. Петрянов (гл. ред.) и др.).
- Таjна намагнетисане Земље / В. И. Почтарёв, Б. З. Михлин; прев. с рус. Мирjана Мирковић. — Београд: ИЦНТ, 2007. — VIII, 99, [2] с.: ил., к., портр.; 21 см. — (Популарна наука; књ. 29).; ISBN 978-86-86531-20-9